# دهنو شیخ علیخان
دهنو شیخ علیخان، روستایی در دهستان فهرج بخش مرکزی شهرستان فهرج در استان کرمان ایران است.

## جمعیت
بر پایه سرشماری عمومی نفوس و مسکن در سال ۱۳۹۵، جمعیت این روستا برابر با ۲۶۰ نفر (۸۲ خانوار) بوده‌است.